# Froidmont-Cohartille
Froidmont-Cohartille település Franciaországban, Aisne megyében. Lakosainak száma 246 fő (2022. január 1.). Froidmont-Cohartille Barenton-sur-Serre, Dercy, Grandlup-et-Fay, Toulis-et-Attencourt és Voyenne községekkel határos.

## Népesség
A település népességének változása:
| Lakosok száma | 278  | 240  | 234  | 190  | 256  | 265  | 261  | 252  | 250  | 246  |
|               | 1968 | 1982 | 1990 | 2006 | 2013 | 2015 | 2017 | 2019 | 2020 | 2022 |